# Marvin Williams
Marvin Gaye Williams, Jr. (Bremerton, Washington, 19. lipnja 1986.) američki je profesionalni košarkaš. Igra na poziciji niskog krila, a trenutačno je član NBA momčadi Charlotte Hornets. Izabran je u 1. krugu (2. ukupno) NBA drafta 2005. godine od istoimene momčadi.

## Srednja škola
Wiliams se istaknuo kao najbolji igrač srednjoškolske momčadi "Bremerton High School" u Bremertonu, saveznoj državi Washington. Na posljednjoj godini u prosjeku je postizao 28.7 poena, 15.5 skokova, 5.0 blokada i 5.0 asistencija. Osvojio je mnoga srednjoškolska priznanja, uključujući izbor u McDonald's All-American i Parade All-American momčad. Wiliams je odbio stipedije sveučilišta Washington, Arizone i Kansasa, i prihvatio onu sa sveučilišta Sjeverne Karoline u Chapel Hillu. 

## Sveučilište
Wiliams je kao freshman bio važan kotačić Tar Heelsa u osvajanju NCAA naslova prvaka 2005./06. Prosječno je postizao 11.3 poena i 6.6 skokova za 22.2 odigrane minute. U igru je ulazio s klupe kao šesti igrač i svojom eksplozivnošću donio je značajnu prednost svojoj momčadi. Williams je na kraju za svoj uloženi rad i trud dobio priznanje u All-ACC momčad.

## NBA
Williams se nakon prve i jedine sveučilišne sezone odlučio prijaviti na NBA draft 2005. godine. Izabran je kao drugi izbor drafta od Atlanta Hawksa. Njegov visoki izbor popraćen je mnogim kontroverzama zbog toga što su na draftu kasnije izabrani u mogućnosti bolji igrači od njega poput Chrisa Paula i Derona Williamsa. Williams je nakon završetka sezone izabran u NBA All-Rookie drugu petorku. 7. kolovoza 2009. Williams i Hawksi produžili su suradnju. Williams je potpisao petogodišnji ugovor vrijedan 37,5 milijuna dolara, a uz još neke bonuse mogao bi zaraditi oko 43 milijuna dolara.

## NBA statistika

### Regularni dio
| Godina    | Klub    | Odig. uta. | Uta. poč. | Min. | 2P%  | 3P%  | Sl. bac.% | Skok. | Asist. | Ukr. lop. | Blok. | Poena |
| --------- | ------- | ---------- | --------- | ---- | ---- | ---- | --------- | ----- | ------ | --------- | ----- | ----- |
| 2005./06. | Atlanta | 79         | 7         | 24.7 | .443 | .245 | .747      | 4.8   | .8     | .6        | .3    | 8.5   |
| 2006./07. | Atlanta | 64         | 63        | 34.0 | .433 | .244 | .815      | 5.3   | 1.9    | .8        | .5    | 13.1  |
| 2007./08. | Atlanta | 80         | 80        | 34.6 | .462 | .100 | .822      | 5.7   | 1.7    | 1.0       | .4    | 14.8  |
| 2008./09. | Atlanta | 61         | 59        | 34.3 | .458 | .355 | .806      | 6.3   | 1.3    | .9        | .6    | 13.9  |
| Ukupno    |         | 284        | 209       | 31.7 | .450 | .304 | .801      | 5.5   | 1.4    | .8        | .4    | 12.5  |

### Doigravanje
| Godina    | Klub    | Odig. uta. | Uta. poč. | Min. | 2P%  | 3P%  | Sl. bac.% | Skok. | Asist. | Ukr. lop. | Blok. | Poena |
| --------- | ------- | ---------- | --------- | ---- | ---- | ---- | --------- | ----- | ------ | --------- | ----- | ----- |
| 2007./08. | Atlanta | 7          | 7         | 28.4 | .414 | .000 | .889      | 4.0   | .7     | .3        | .4    | 11.4  |
| 2008./09. | Atlanta | 6          | 3         | 16.2 | .345 | .167 | .692      | 1.5   | 1.0    | .8        | .3    | 5.0   |
| Ukupno    |         | 13         | 10        | 22.8 | .391 | .167 | .837      | 2.8   | .8     | .5        | .4    | 8.5   |

## Vanjske poveznice
- Profil na NBA.com
- Profil  Arhivirana inačica izvorne stranice od 1. svibnja 2021. (Wayback Machine) na Basketball-Reference.com
- Profil  Arhivirana inačica izvorne stranice od 8. kolovoza 2008. (Wayback Machine) na North Carolina
- Profil  Arhivirana inačica izvorne stranice od 12. rujna 2019. (Wayback Machine) na Scout.com